# Barūdar
Barūdar (persiska: بَرتودار, برودر, Bartūdār) är en ort i Iran.   Den ligger i provinsen Kurdistan, i den nordvästra delen av landet, 400 km väster om huvudstaden Teheran. Barūdar ligger 1 875 meter över havet och antalet invånare är 216.
Terrängen runt Barūdar är kuperad. Runt Barūdar är det ganska tätbefolkat, med 60 invånare per kvadratkilometer. Närmaste större samhälle är Tūdār-e Mollā, 11,5 km sydost om Barūdar. Trakten runt Barūdar består i huvudsak av gräsmarker.